# Nicolas Jalabert
Nicolas Jalabert (født 13. april 1973 i Mazamet, Frankrig) er en fransk tidligere professionel cykelrytter. Han blev professionel i 1997 for det franske hold Cofidis. I 2007 skiftede han til Agritubel, fordi hans forrige hold Phonak Cycling Team blev opløst efter 2006-sæsonen.
Han er lillebror til Laurent Jalabert, og de to brødre cyklede for samme hold i perioden 2000-2002.